# Ateliergemeinschaft Klosterstraße
Die Ateliergemeinschaft Klosterstraße war ein Zusammenschluss von etwa 40 freischaffenden Berliner Malern und Bildhauern (vorwiegend ehemalige Meisterschüler der Vereinigten Staatsschulen für freie und angewandte Kunst), denen das Kultusministerium ab Herbst 1933 günstige Atelierplätze im Haus Nr. 75 in der Berliner Klosterstraße vermittelt hatte. Das Gebäude wurde gegen Ende des Zweiten Weltkrieges durch Sprengbomben oberhalb der Kellerräume völlig zerstört.

## Die Geschichte des Hauses

Die Berliner Königliche Kunstschule, Klosterstraße 75 (1880, nach dem Umbau)

Unmittelbar nach der Machtergreifung durch die Nationalsozialisten 1933 wurde das ursprüngliche Atelierhaus in der damaligen Prinz-Albrecht-Straße Nr. 8 (im Erd- und Dachgeschoss der ehemaligen Kunstgewerbeschule) enteignet, das seit 1924 im Besitz des Richard Kahn-Konzerns war. Es wurde von da an zum Hauptquartier der Gestapo (Amt IV des RSHA).
Als Ersatz für die Künstler wurde das leerstehende Haus in der Klosterstraße 75 angemietet und für 17.000 Reichsmark saniert. Der Berliner Architekt und langjähriger Direktor der Unterrichtsanstalt des Kunstgewerbemuseums Berlin, Martin Gropius, hatte das Gebäude zusammen mit seinem Kompagnon Heino Schmieden zwischen 1878 und 1880 umgebaut und erweitert, das danach bis 1920 die Königliche Kunstschule war und seitdem als Lagerraum von der Wertheim Grundstücksgesellschaft m.b.H. genutzt wurde. Insgesamt 42 Räume boten etwa der Hälfte der aus der Prinz-Albrecht-Straße vertriebenen Künstler auf drei Etagen Atelierplätze in unterschiedlicher Größe (durchschnittlich etwa 5 × 6 m², für die Bildhauer auch etwas größer). Wertheim wurde als Vermieter behördlich zu einem Festpreis von 1 RM pro m² gezwungen. Obwohl es vertraglich nicht genehmigt war, gab es doch einige Künstler, die in diesen Räumen gleichzeitig auch wohnten – vor allem unter den Verheirateten.
Zum Obmann wurde der Bildhauer Günther Martin (1896–1944) einstimmig gewählt, der die Funktion eines inoffiziellen Sprechers der Künstlergemeinschaft bereits seit 1924 in der Prinz-Albrecht-Straße innehatte. Er war bereits vor 1933 Mitglied der SA und der NSDAP gewesen und schuf unter anderem Porträtbüsten von Hitler und Speer.

## Die Position der Ateliergemeinschaft während der NS-Diktatur
Die Gemeinschaft in der Klosterstraße war keine programmatische Künstlergruppe – sie teilte sich lediglich die angebotenen Atelierräume und stellte gemeinsam aus. Künstlerisch standen sie nur teilweise im Widerspruch zu den nationalsozialistischen Kunstbehörden. Expressionistisch bis abstrakt-symbolistischen Bildhauern und Malern (wie z. B. Käthe Kollwitz, Hermann Blumenthal, Werner Gilles oder Werner Heldt) standen auch eine Reihe von Künstlern gegenüber, die völlig konform mit der herrschenden Kunstauffassung waren. Während einige Künstler, wie z. B. Käthe Kollwitz, nur eingeschränkt ausstellen geschweige denn verkaufen durften, waren Adolf Abel, Kurt Haase-Jastrow, Kaspar, Felix Kupsch, Wolf Röhricht und Scheibe sogar auf der hochoffiziellen NS-Kunstmesse, der ersten Großen Deutschen Kunstausstellung in München, vom 18. Juli bis 31. Oktober 1937 präsent. Neben Adolf Abel und Maria Brück gehörte auch das Ehepaar Martin zu denen, die keinerlei Repressionen zu befürchten hatten, während einigen anderen ab Mitte der 30er-Jahre die Stipendien der Akademie der Künste gestrichen wurden.
Andererseits war es der Obmann Martin, der ein starkes Verantwortungsgefühl für die gefährdete Ateliergemeinschaft zeigte und seine guten Beziehungen zur Reichskulturkammer in diesem Sinne ausnutzte. Herbert Tucholski schrieb darüber in seinen Memoiren:

„Mit der Weisung, ‚staatsfeindliche‘ Kollegen fernzuhalten, war Martin zum Obmann des Hauses bestimmt worden. Damit hatte das Ministerium den Bock zum Gärtner gemacht, denn der vom Nationalsozialismus längst enttäuschte Günther Martin war ein braver Mann, der seine Nazi-Uniform nur anzog, wenn es galt, politisch verfemte Kollegen zu schützen.“

Zu den Aufgaben des Obmannes gehörte es u. a. auch, das politische Verhalten der einzelnen Mitglieder der Ateliergemeinschaft zu überwachen und eventuelle antifaschistische Aktivitäten direkt an den Landesleiter Berlin der Reichskammer der Bildenden Künste, Heinz Lederer, weiterzuleiten. Martin beschränkte sich jedoch darauf, lediglich die jeweiligen künstlerischen Arbeitsweisen zu beschreiben, ohne jemals eines der Mitglieder dadurch zu belasten.

## Mitglieder der Ateliergemeinschaft (Auswahl)
(in Klammern deren nummerierte Atelierräume – einschließlich der Umzüge)
- Adolf Abel, Bildhauer (Nr. 104, 108, 109)
- Hermann Blumenthal, Bildhauer (Nr. 106)
- Maria Blumenthal, Schriftstellerin (Nr. 106)
- Maria Brück, Kunstgewerblerin (Nr. 114)
- August Wilhelm Dressler, Maler und Grafiker (Nr. 109)
- Käte Knorr-Dressler, Keramikerin (Nr. 109)
- Hermann Düttmann, Bildhauer (Nr. 12)[10][11]
- Ilse Fischer, Malerin (Nr. 208)
- Peter Foerster, Maler und Zeichner (Nr. 113)
- Werner Gilles, Maler und Grafiker (Nr. 110)
- Paul Gruson, Bildhauer
- Kurt Haase-Jastrow, Maler und Grafiker (Nr. 209)
- Adolf Hartmann, Maler (Nr. 9, 105, 111)
- Werner Heldt, Maler, Grafiker und Schriftsteller (Nr. 112)
- Ludwig Kasper, Bildhauer (Nr. 13, 14)
- Ottilie Kasper, Malerin und Grafikerin (Nr. 14)
- Jürgen Klein, Bildhauer und Gebrauchsgrafiker (Nr. 107)
- Käthe Kollwitz, Grafikerin und Bildhauerin (Nr. 210, 9)
- Wilhelm Kruse, Bildhauer (Nr. 6)
- Felix Kupsch, Bildhauer (Nr. 10)
- Kurt Lehmann, Bildhauer und Zeichner (Nr. 9, 210)
- Jürgen Maass, Bildhauer (Nr. 102, 103)
- Gerhard Marcks, Bildhauer und Grafiker (Nr. 13)
- Günther Martin, Bildhauer (Nr. 5)
- Magdalena Müller-Martin, Bildhauerin (Nr. 5)
- Otto Moldenhauer, Maler, Bildhauer und Filmarchitekt (Nr. 212)
- Max Neumann, Maler und Grafiker (Nr. 100, 102)
- Wolf Röhricht, Maler und Grafiker (Nr. 104)
- Richard Scheibe, Bildhauer (Nr. 9)
- Adolf Schlabitz, Maler und Grafiker (Nr. 105)
- Paul Schwebes, Maler und Architekt (Nr. 101)
- Hermann Teuber, Maler und Grafiker (Nr. 110, 211)
- Herbert Tucholski, Grafiker und Maler (Nr. 100, 111, 113)
- Heinz Worner, Bildhauer (Nr. 204)
- Robert Elster, Bildhauer

## Ausstellungen der Ateliergemeinschaft (unvollständig)
- 1938: Rostock, Städtisches Kunst- und Altertumsmuseum („Ausstellung der Ateliergemeinschaft Klosterstraße“)
- 1939: Berlin („Die Ateliergemeinschaft Klosterstraße“)
- 1941: Berlin, Goebbelsschule an der Parkaue („1. Kunstausstellung des Künstlerbundes Berlin-Ost und seiner Gäste aus der Ateliergemeinschaft Klosterstraße“)